# Église Notre-Dame-de-l'Assomption de Châlus
L'église Notre-Dame de l'Assomption de Châlus est l’un des neuf clochers de la paroisse Saint-Joseph des Feuillardiers.
Elle abrite cloches, statues et tableau classés ou inscrits monuments historiques et provenant de l'ancienne église paroissiale de la Nativité-de-la-Très-Sainte-Vierge, dont la cloche des pénitents gris de 1718.

## Galerie de photographies

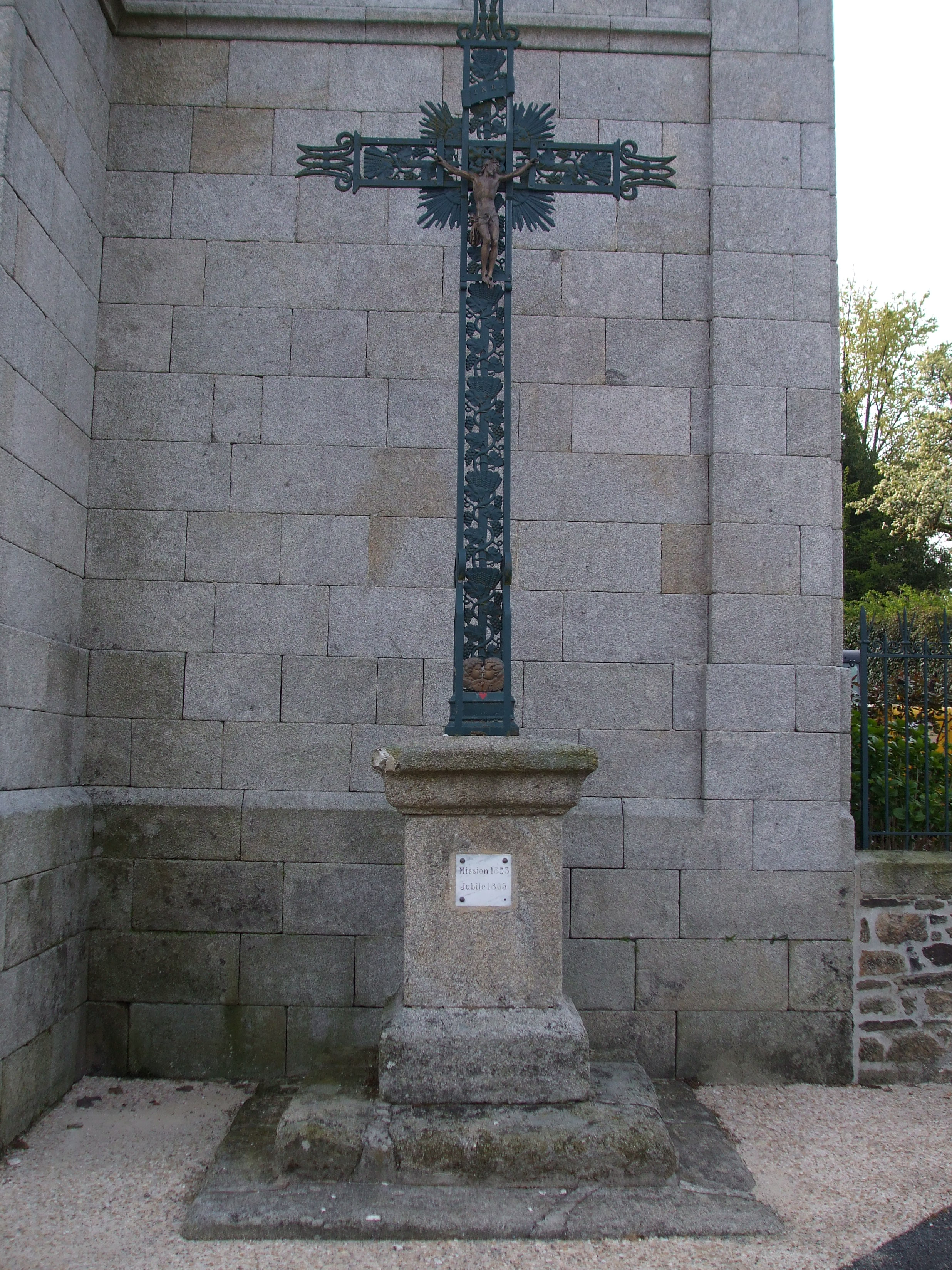
Croix de la mission, au pied de ND de l’Assomptionx
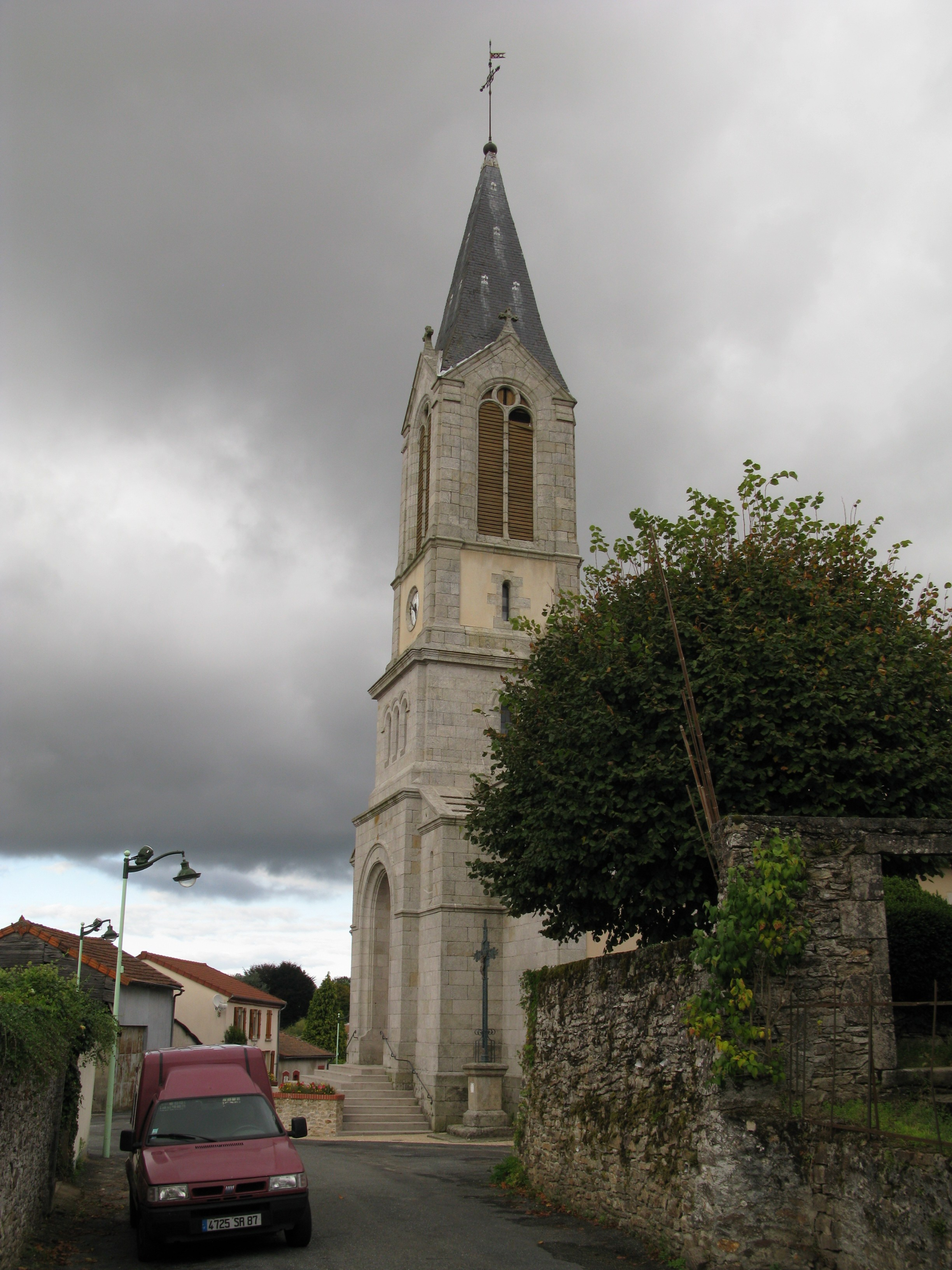
Notre-Dame-de-l'Assomption, vue du côté Est
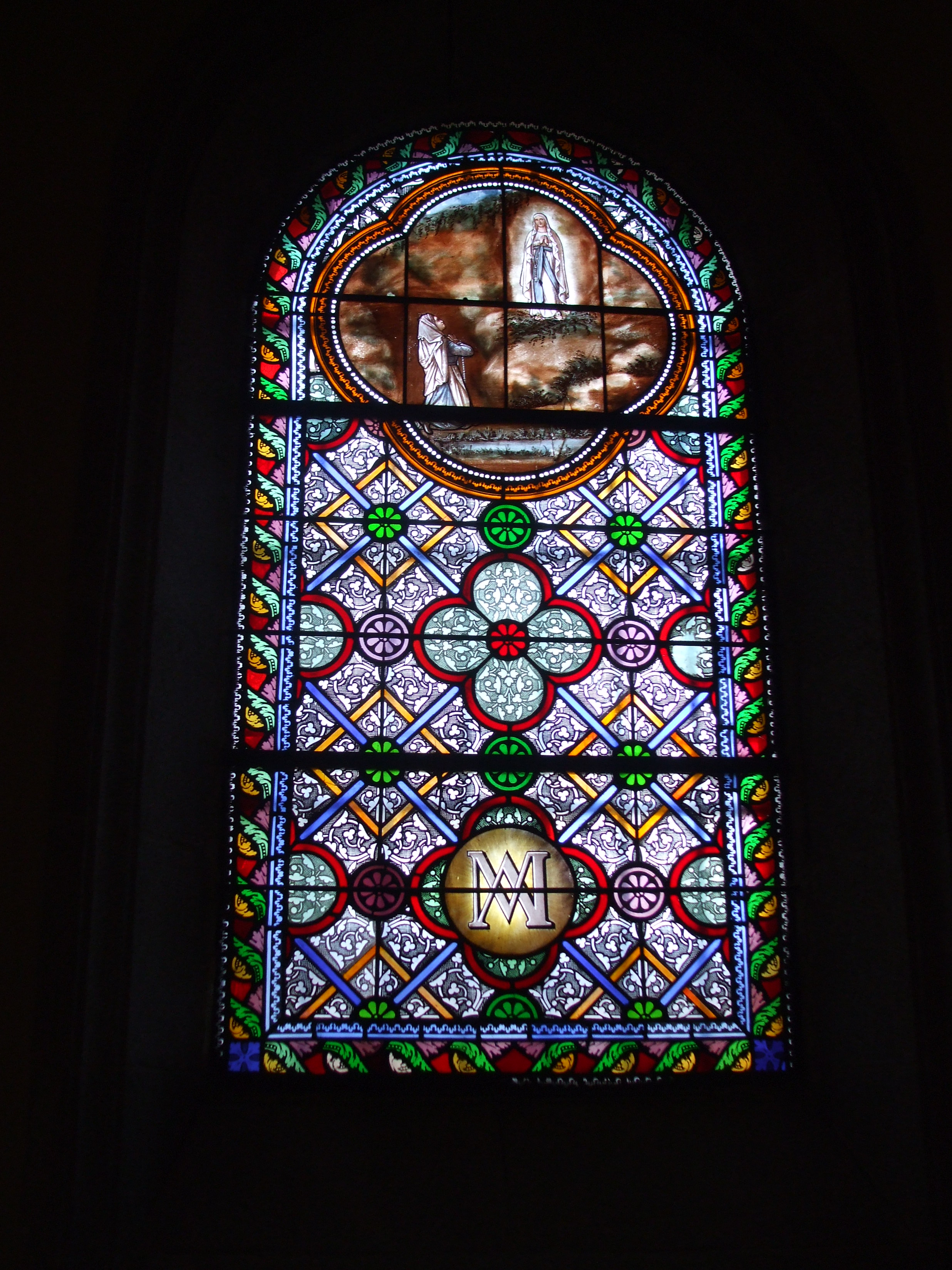
Vitrail
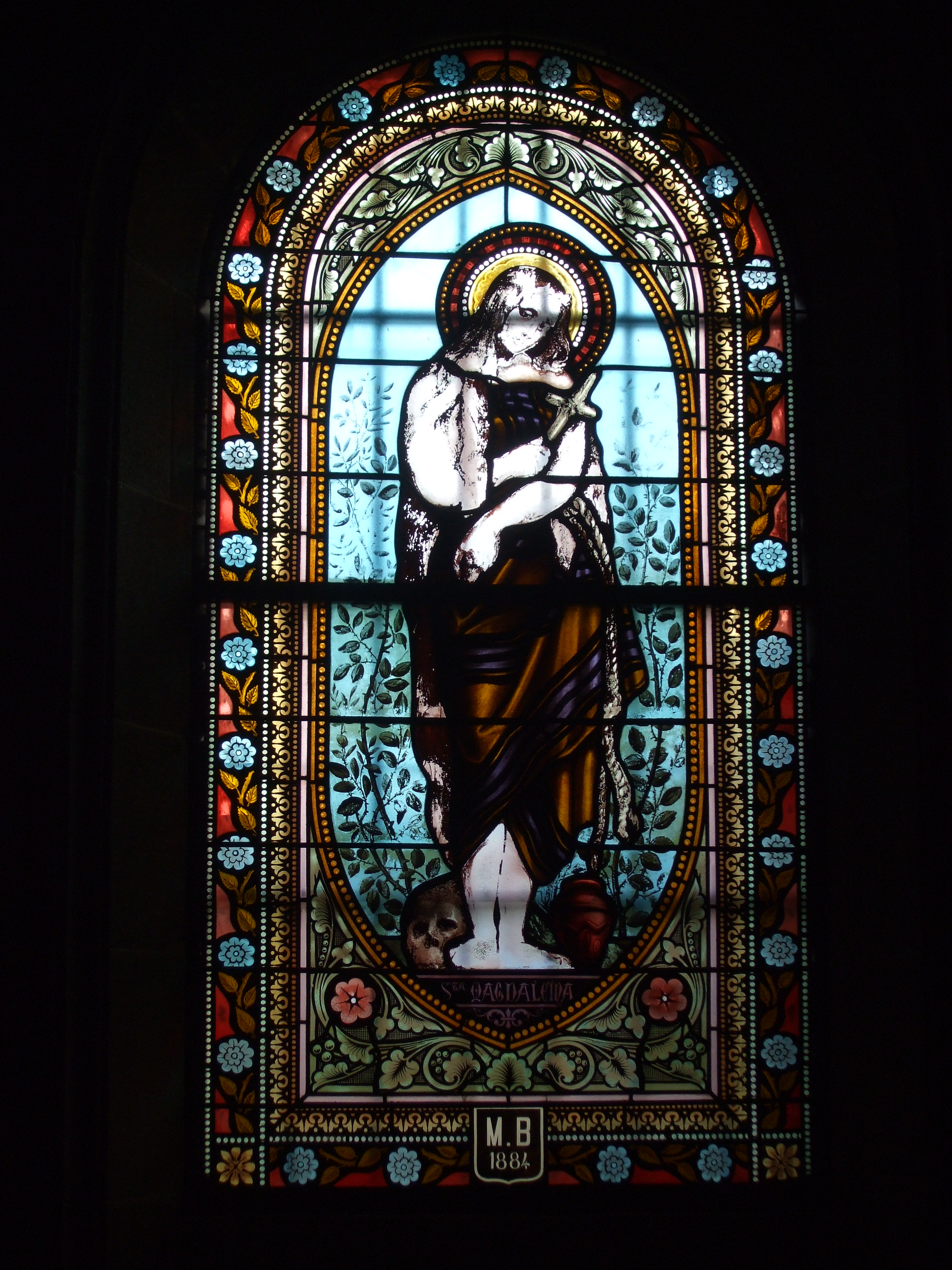
Vitrail
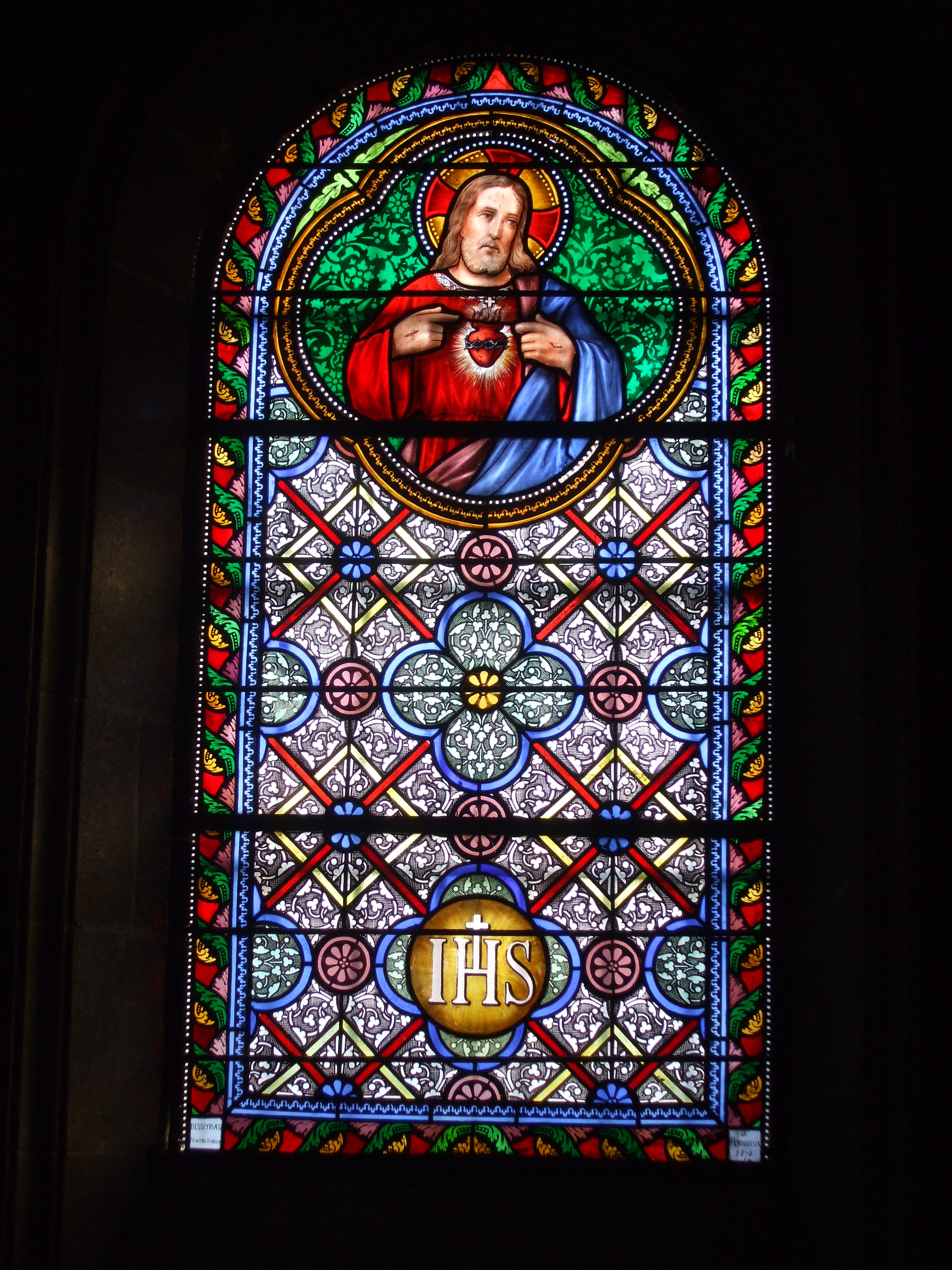
Vitrail
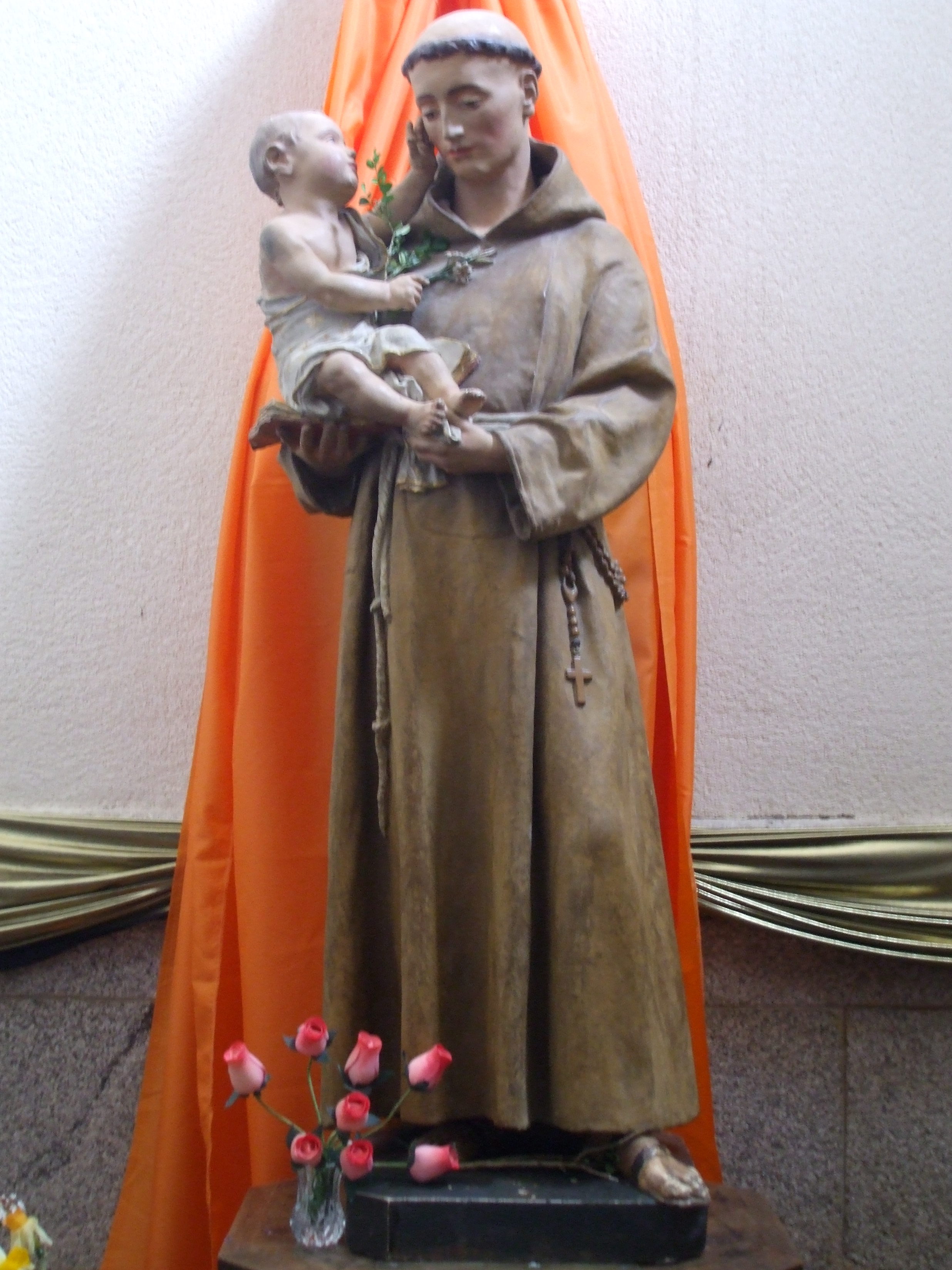
Statue de Saint-Antoine de Padoue
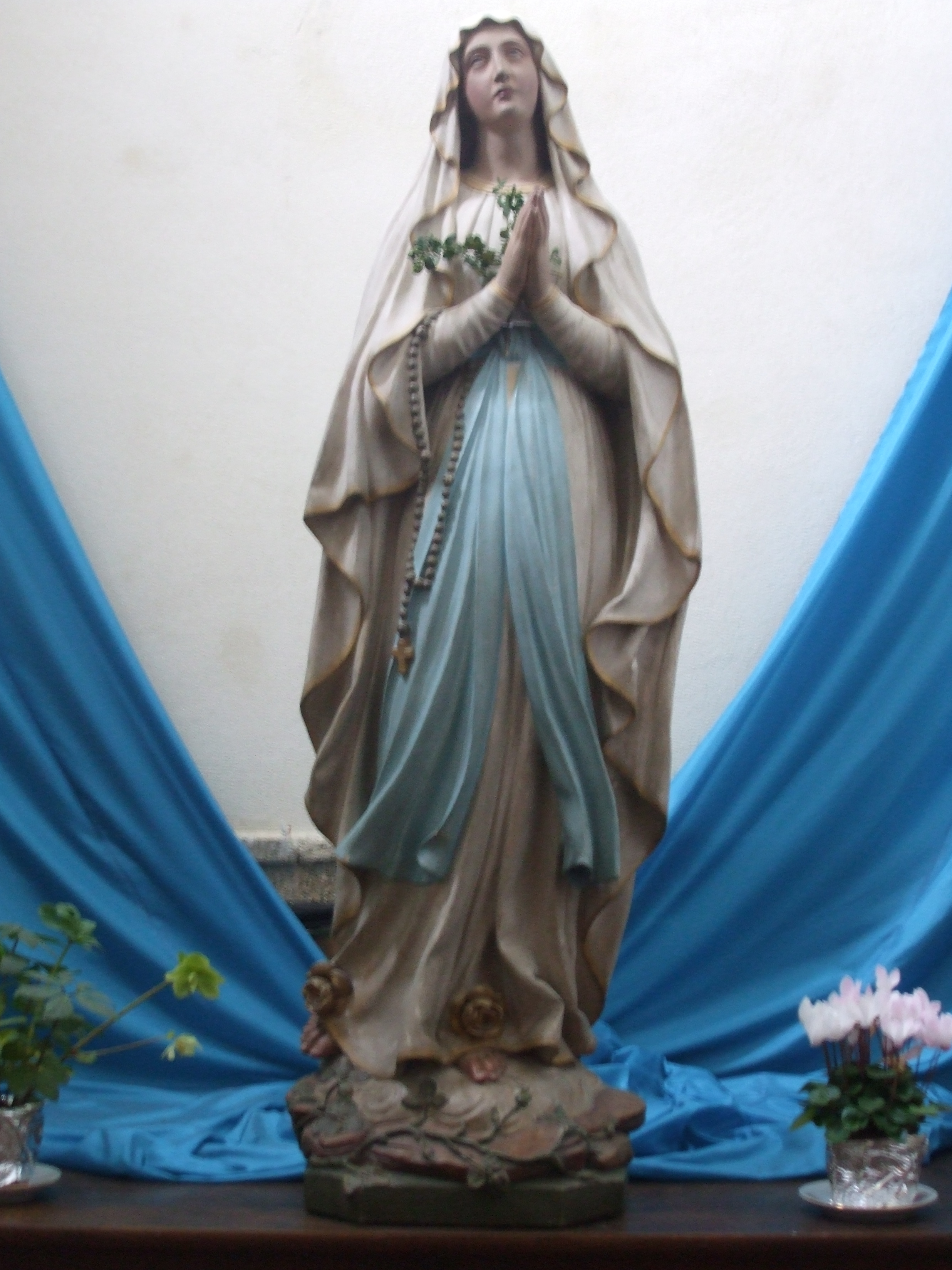
Statue de Notre Dame de Lourdes
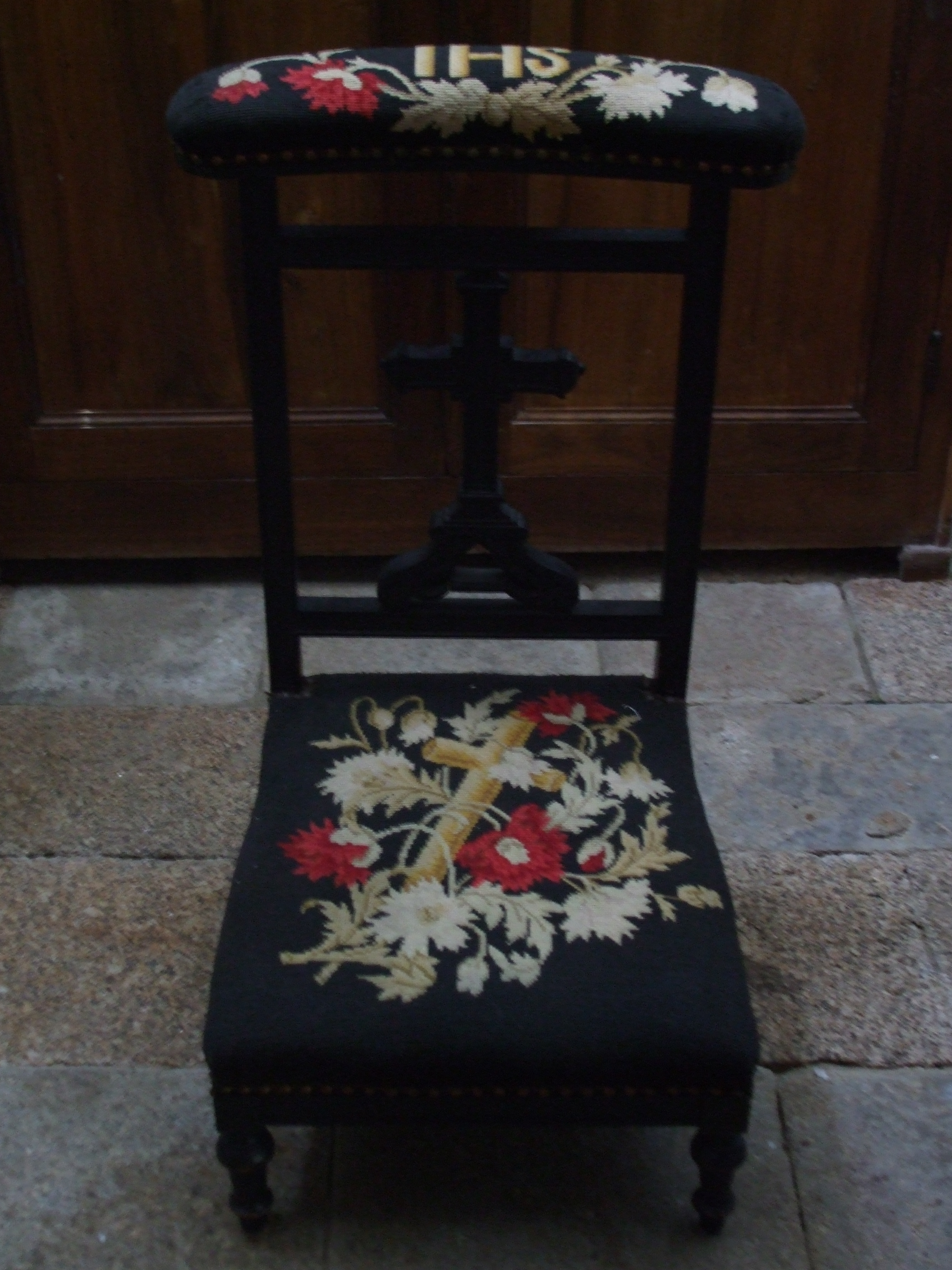
Prie-dieu
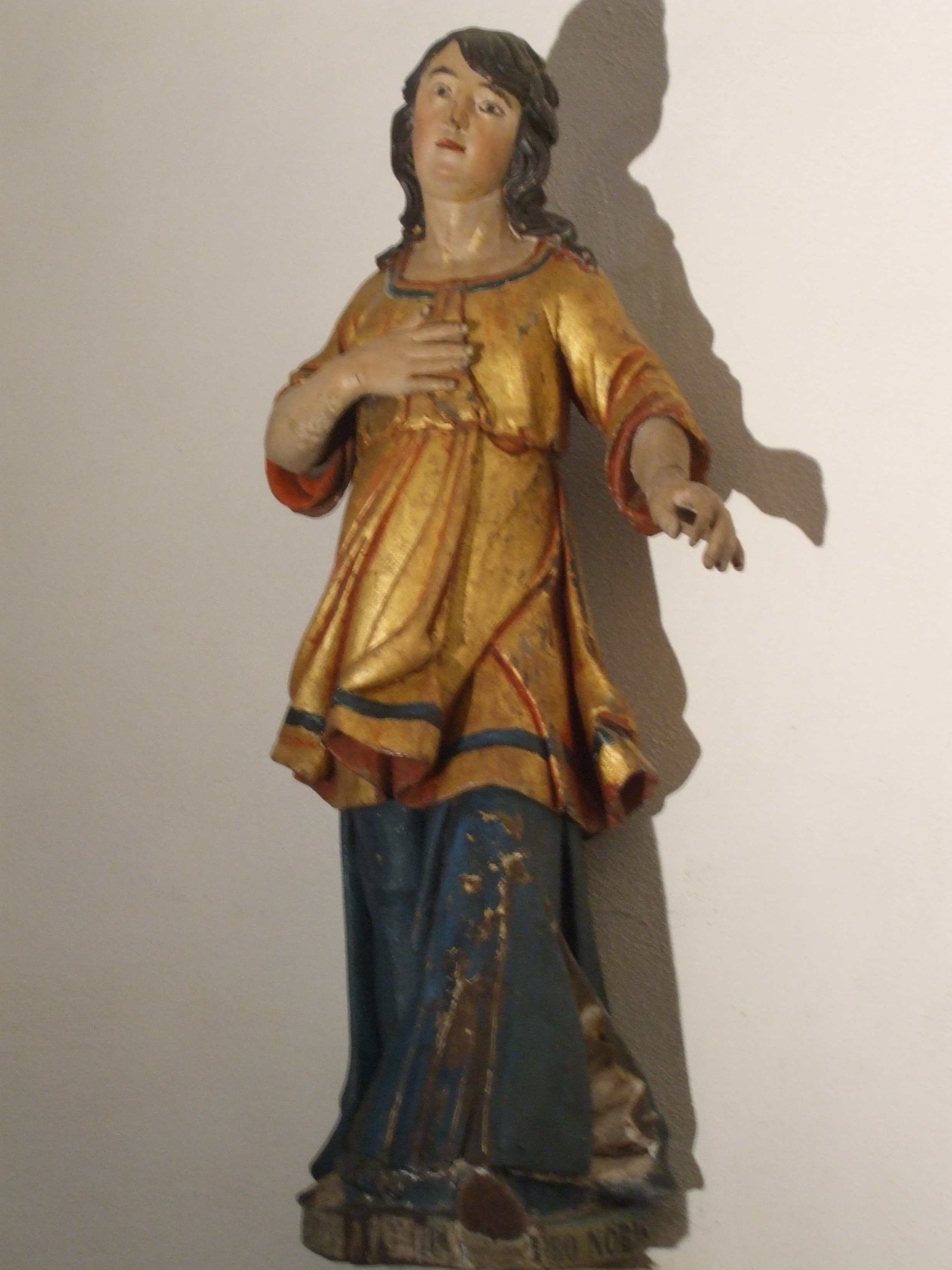
Statue de Sainte Quitterie
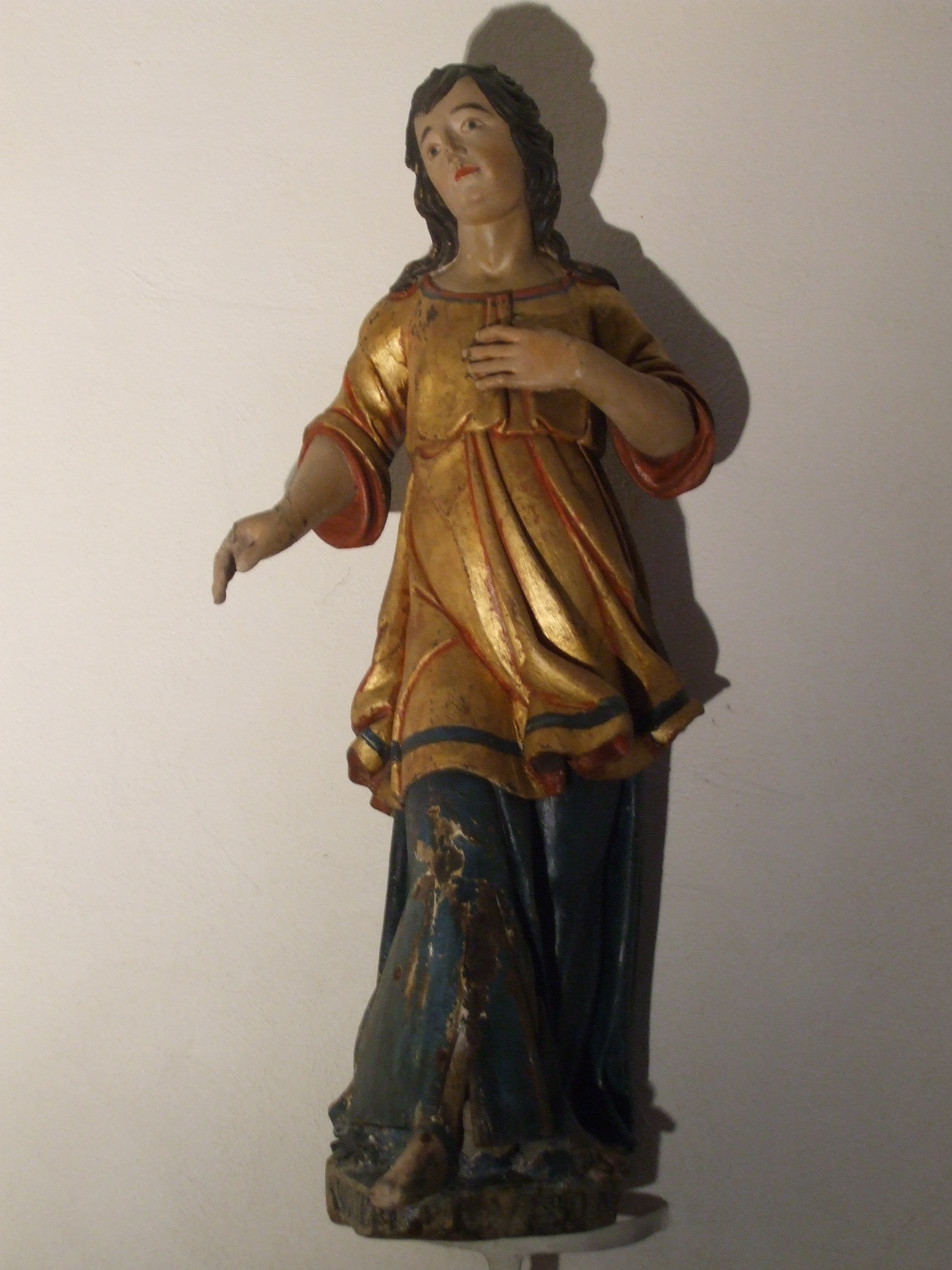
Statue de Sainte Marguerite